# Аксел Оксеншерна
Аксел Густафсон Оксеншерна (швед. Axel Gustafsson Oxenstierna; 16. јун 1583 — 28. август 1654) био је шведски државник, канцелар у време Тридесетогодишњег рата. 

## Биографија
Рођен је у Фонеу 1583. године. Студирао је у Ростоку, Јени и Витенбергу. Најпре се интересовао за теологију. Након што је напустио универзитет, посетио је многе немачке дворце, али се 1603. године вратио у Шведску. Ступио је у службу краља Карла IX. Краљ га је 1606. године поставио за амбасадора у Мекленбургу. Постао је сенатор 1609. године, а током Карлове неспособности нашао се на челу регентства Густаву Адолфу. Био је опуномоћеник у преговорима за мир између Шведске и Данске, а 1617. године у Столбову је организовао мир са Русијом. Водио је администрацију државе 1621. године у одсуству краља који је ратовао са Пољском. Закључио је 1629. године мир са Пољском под веома повољним условима. Неко време се снажно супротстављао краљу који се желео укључити у Тридесетогодишњи рат. Током рата води дипломатију Шведске. Након краљеве погибије код Лицена (1632), одлучио је да настави борбу. Постављен је на чело Евангелистичке лиге 1633. године. Последња воља Густава Адолфа била је да влада буде поверена петорици племића који су овластили канцелара Оксенстјерна да настави рат. Након пораза Швеђана код Нордлингена (1634), Оксенстјерн је пренео вођство на војводу Бернарда Вајмарског. Швеђани следеће године добијају помоћ Француске и Холандије. Оксенстјерн се враћа у Немачку и гуши побуну шведских трупа у Магдебургу. Припрема Померанију за одбрану од напада Бранденбурга и обнавља уговор са Пољском. Вратио се у Стокхолм 1646. године остављајући Бернарда на челу шведске војске. Оксенстјерн представља Шведску 1645. године у преговорима са Данском. Наставио је да подржава протестантску политику у Немачкој све до Вестфалског мира (1648) којим је рат завршен. Оксенстјернов син био је један од шведских изасланика који су потписали споразум. Краљица Кристина приморала је Оксенстјерна да абдицира. Оксенстјерн је умро 28. августа 1654. године. 